# Hexatoma lanigera
Hexatoma lanigera är en tvåvingeart som beskrevs av Alexander 1933. Hexatoma lanigera ingår i släktet Hexatoma och familjen småharkrankar. Inga underarter finns listade i Catalogue of Life.